# Муминшо Абдулвосиев (джамоат)
Джамоат им. Муминшо Абдулвосиев (до 2012 г. — джамоат Шидз) — джамоат Рушанского района Горно-Бадахшанской автономной области.

## Селения джамоата
| Русское название | Таджикское название | Джамоат/Сельсовет тыс. чел. (2015) |
| ---------------- | ------------------- | ---------------------------------- |
| кишлак Шидз      | деҳаи Шидз          | Муъминшо Абдулвосиев               |
| кишлак Равшарв   | деҳаи Равшарв       | Муъминшо Абдулвосиев               |
| кишлак Вознавд   | деҳаи Вознавд       | Муъминшо Абдулвосиев               |
| кишлак Дех       | деҳаи Дех           | Муъминшо Абдулвосиев               |
| кишлак Хпоз      | деҳаи Хпоз          | Муъминшо Абдулвосиев               |